# Оук Хил (Западна Вирџинија)
Оук Хил (енгл. Oak Hill) град је у америчкој савезној држави Западна Вирџинија.

## Демографија
По попису из 2010. године број становника је 7.730, што је 141 (1,9%) становника више него 2000. године.
| Група             | 2000.         | 2010.         |
| Белци             | 7.016 (92,4%) | 7.152 (92,5%) |
| Афроамериканци    | 364 (4,8%)    | 334 (4,3%)    |
| Азијати           | 32 (0,4%)     | 19 (0,2%)     |
| Хиспаноамериканци | 64 (0,8%)     | 94 (1,2%)     |
| Укупно            | 7.589         | 7.730         |